# Grumman F6F Hellcat
Grumman F6F Hellcat var ett av amerikanska flottans viktigaste jaktflygplan under andra världskriget (F6F är amerikanska flottans kod: Första F:et betyder Fighter, 6 är löpnummer, det andra F:et står för tillverkaren Grumman, belägen på Long Island utanför New York). Hellcat var ett utomordentligt robust och fältmässigt flygplan, framdrivet av en Pratt & Whitney R-2800-motor på 2 000 hk. Beväpningen var 6 stycken 12,7 mm tunga kulsprutor, upp mot 1 ton bomber eller attackraketer. F6F kom i strid första gången i augusti 1943. Hellcat användes även av Royal Navys flygavdelning (Fleet Air Arm), samt efter kriget av Frankrike och Uruguay.

## Varianter
- F6F-3:
- F6F-3E:
- F6F-3N:
- F6F-5:
- F6F-5K:
- F6F-5N:
- F6F-5P:

## Användare
- Frankrikes flotta
- Royal Navy Fleet Air Arm
- USA:s flotta
- USA:s marinkår
- Armada Nacional